# キニチ・ムワーン・ホル
キニチ・ムワーン・ホル(K'INICH- [MUWA:N] JOL、? - 359年5月23日?)は、マヤ・ティカルの第13代王。

## 経歴
コロサルの遺跡から見つかったモニュメントによると、キニチ・ムワーン・ホルは359年に亡くなったとされる。
彼は第14代王であるチャック・トック・イチャーク1世の父親であることがティカルの石碑39によって示されている。